# Quirin von Hohnstedt
Quirin Baron von Hohnstedt (* 1640; † 1699) war ein kurbrandenburgischer Generalmajor, Herr von Sulzau, Weitenburg und Erdeborn.

## Leben
Seine Eltern waren Quirin Liebrich von Hohnstedt, Erbherr auf Blankenburg und Erdeborn, und dessen Ehefrau Barbara, geborene von Peusten. Sie war die Tochter des Schlosshauptmann Karl von Peusten.
Hohnstedt stand in schwedischen Diensten und wurde am 8. September 1683 Oberst und Chef des 2. Schwedischen Kreis-Regiments zu Pferd. 1690 wechselte er in kurbrandenburgische Dienste und starb dort 1699.
Er heiratete Maria Magdalena Streiff von Loewenstein, Tochter des Generals Hans Jürgen Freiherr Streiff von Löwenstein. Das Paar hatte eine gemeinsame Tochter Juliane, die mit den General Jean Quirin de Forcade verheiratet war. Sein Sohn Eberhard Wilhelm war Landrat im Landkreis Beeskow-Storkow und mit Charlotte Christine von Eimbeck verheiratet. Charlotte Christiane war davor mit dem Domherrn von Brandenburg Ludwig von Oppen (1663–1716) und zuerst mit dem Landrat Adam Ernst I. von Rochow, auf Stülpe (1676–1705), liiert.